# William Langland
William Langland (asi 1332 – asi 1386) byl anglický básník, autor jednoho z vrcholů středoanglické aliterační poezie, alegorického snového Vidění o Petru Oráči (kolem 1370 až 1390, The Vision Concerning Piers Plowman), satirického zpodobnění pozdně středověké společnosti a zároveň vize prostého křesťanského života.
O Langlandově životě toho není moc známo. Narodil se pravděpodobně v Ledbury v Herefordshire poblíž velšských hranic a vzdělání získal v benediktýnském klášteře Great Malvern Priory v Malvernu ve Worcestershire. Později se přestěhoval do Londýna a zde se živil jako chudý klerik.

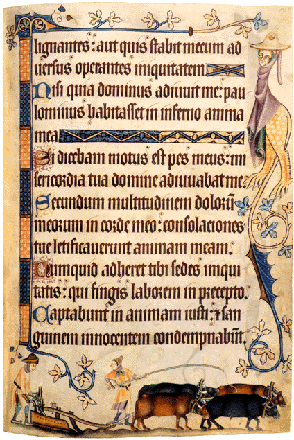
Vidění o Petru Oráči, rukopis.

Langlandovo Vidění o Petru Oráči podává temný obraz středoanglické společnosti a stává se jakýmsi předobrazem reformačního myšlení. Využívá častou středověkou literární formu snu, ale v tomto případě nejde o sen jediný. Dílo je kompozicí mnoha snů, z nichž každý je na jiné téma, a v souhrnu se stávají obrazem lidstva uprostřed zápasu mezi Pravdou a Zlem. Vypravěči vidění, Dlouhému Willovi, který usne v Malvernských vrších, se zdá, že na východě vidí vysokou věž, sídlo Pravdy (Boha) a pod ní příbytek Zla (Peklo), úzké údolí, kde sídlí také Klam. Mezi nimi se prostírá pole plné lidí (Svět), kteří cestu k Pravdě neznají (je jí Láska), zatímco vábení Zla, jemuž slouží pěkná Panna Odměna (symbol prospěchářství) jen těžko odolávají. Lidem se však zjeví Petr Oráč, který je žádá, aby mu pomohli zorat pole, čímž pouť za Pravdou bere na sebe podobu práce pro společnost. V Langlandově vidění tak společnost a církev a otázky světské a duchovní splývají v jeden celek. Petr Oráč nakonec na sebe bere břímě dobrovolné chudoby, aby svou zbožností získal odpuštění pro všechny.

## Česká vydání
Ukázka z Vidění Petra oráče v českém překladu je uvedena v knize Zdenka Menharda Starší anglická literatura, Karolinum, Praha 1995.